# Oceanida graduata
Oceanida graduata är en snäckart som beskrevs av de Folin 1870. Oceanida graduata ingår i släktet Oceanida och familjen Eulimidae. Inga underarter finns listade i Catalogue of Life.